# Speyeria luski
Speyeria luski är en fjärilsart som beskrevs av Barnes och Mcdunnough 1913. Speyeria luski ingår i släktet Speyeria och familjen praktfjärilar. Inga underarter finns listade i Catalogue of Life.